# Patrón de método de la plantilla

Método de plantilla: UML esquema de clase.

En ingeniería de software, el patrón de método de la plantilla es un patrón de diseño de comportamiento que define el esqueleto de programa de un algoritmo en un método, llamado método de plantilla, el cual difiere algunos pasos a las subclases. Permite redefinir ciertos pasos seguros de un algoritmo sin cambiar la estructura del algoritmo. Este uso de "plantilla" no está relacionado con plantillas de C++.

## Uso

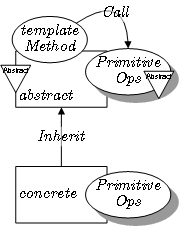
Método de plantilla en LePUS3 (leyenda)

El método de plantilla está diseñado para marcos, donde cada uno implementa las partes invariables de la arquitectura de un ámbito, dejando "placeholders" para personalizar las opciones. Esto es un ejemplo de inversión de control. Algunas razones por la que se utiliza el método de plantilla son:
- Dejar que las subclases que se implementan (a través del método primordial) tengan un comportamiento que puede variar.
- Evitar duplicación en el código: la estructura general de flujo de trabajo, está implementada una vez en el algoritmo de clase abstracta, y variaciones necesarias son implementadas en cada de las subclases.
- Control en qué punto(s) la subclassing está permitida. En oposición a una sencilla sobrecarga polimórfica, donde el método de base sería enteramente reescrito, permitiendo un cambio radical en el flujo. Sólo los detalles específicos del flujo se pueden cambiar.

## Ejemplo en Java
```
/**

 * An abstract class that is common to several games in

 * which players play against the others, but only one is

 * playing at a given time.

 */

abstract
 
class
 
Game
 
{

 
/* Hook methods. Concrete implementation may differ in each subclass*/

    
protected
 
int
 
playersCount
;

    
abstract
 
void
 
initializeGame
();

    
abstract
 
void
 
makePlay
(
int
 
player
);

    
abstract
 
boolean
 
endOfGame
();

    
abstract
 
void
 
printWinner
();

    
/* A template method : */

    
public
 
final
 
void
 
playOneGame
(
int
 
playersCount
)
 
{

        
this
.
playersCount
 
=
 
playersCount
;

        
initializeGame
();

        
int
 
j
 
=
 
0
;

        
while
 
(
!
endOfGame
())
 
{

            
makePlay
(
j
);

            
j
 
=
 
(
j
 
+
 
1
)
 
%
 
playersCount
;

        
}

        
printWinner
();

    
}

}

//Now we can extend this class in order 

//to implement actual games:

class
 
Monopoly
 
extends
 
Game
 
{

    
/* Implementation of necessary concrete methods */

    
void
 
initializeGame
()
 
{

        
// Initialize players

        
// Initialize money

    
}

    
void
 
makePlay
(
int
 
player
)
 
{

        
// Process one turn of player

    
}

    
boolean
 
endOfGame
()
 
{

        
// Return true if game is over 

        
// according to Monopoly rules

    
}

    
void
 
printWinner
()
 
{

        
// Display who won

    
}

    
/* Specific declarations for the Monopoly game. */

    
// ...

}

class
 
Chess
 
extends
 
Game
 
{

    
/* Implementation of necessary concrete methods */

    
void
 
initializeGame
()
 
{

        
// Initialize players

        
// Put the pieces on the board

    
}

    
void
 
makePlay
(
int
 
player
)
 
{

        
// Process a turn for the player

    
}

    
boolean
 
endOfGame
()
 
{

        
// Return true if in Checkmate or 

        
// Stalemate has been reached

    
}

    
void
 
printWinner
()
 
{

        
// Display the winning player

    
}

    
/* Specific declarations for the chess game. */

    
// ...

}

```